# Rudolf Hrbek

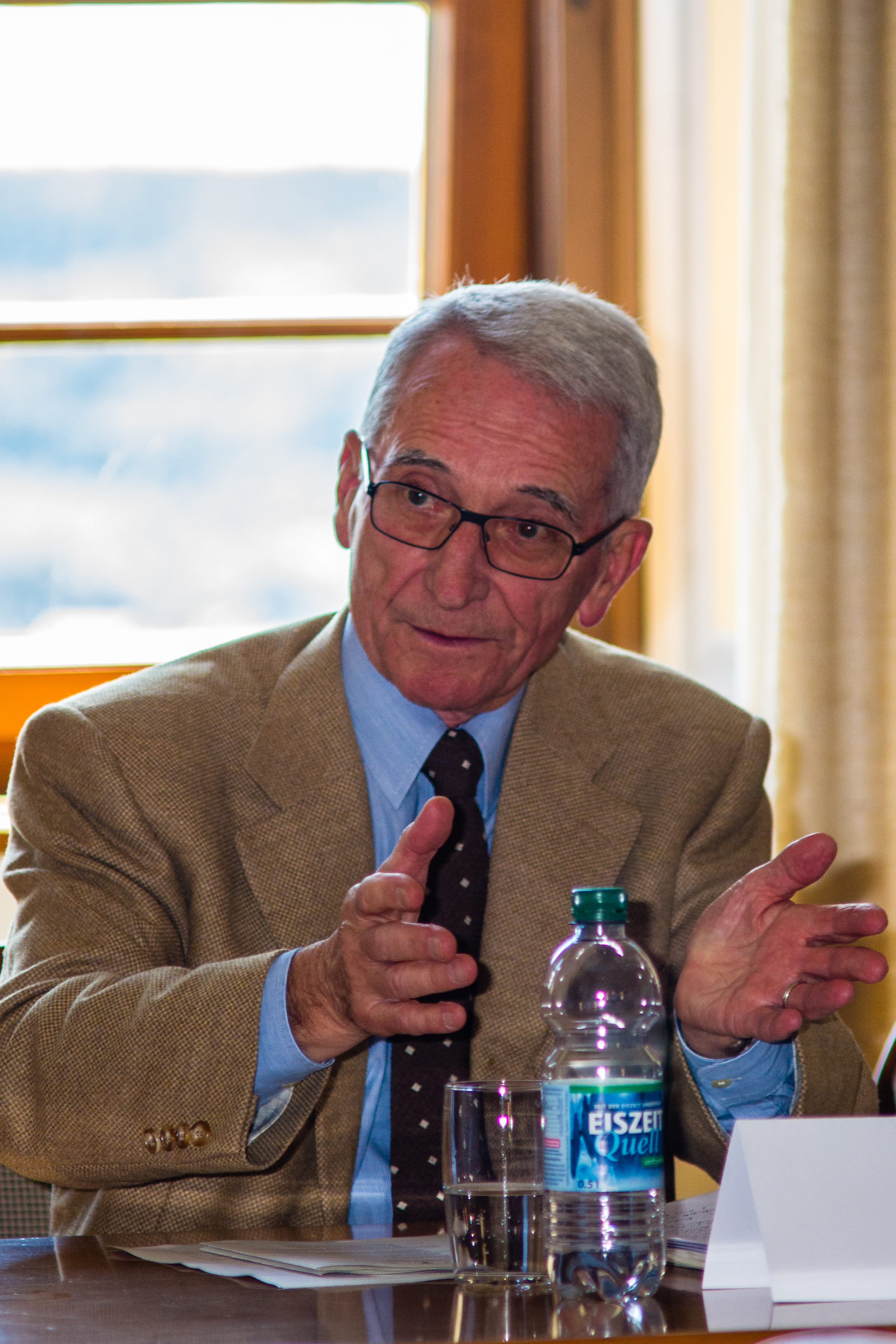
Rudolf Hrbek, 2015

Rudolf Peter Hrbek (* 23. September 1938 in Prag) ist emeritierter Professor für Politikwissenschaft an der Eberhard Karls Universität Tübingen.

## Leben
Hrbek studierte in Tübingen und München Politikwissenschaft, Geschichte und Englische Literatur und wurde 1968 promoviert. Seine Habilitation erfolgte 1973. Seit 1976 war er ordentlicher Professor für Politikwissenschaft an der Universität Tübingen. Er wurde 2006 emeritiert. Am College of Europe in Brügge, Belgien, war er als ständiger Gastprofessor tätig, weitere Gastprofessuren hatte er in den Vereinigten Staaten, Thailand und Italien.
Schwerpunkte seiner Forschung waren die vergleichende Politikforschung, insbesondere die politischen Systeme der Staaten Westeuropas, der Föderalismus, politische Parteien, die europäische Integration sowie die Politik der Europäischen Union. Auf ihn geht der Begriff der „doppelten Politikverflechtung“ zurück. 
Hrbek war von 1990 bis 2002 Vorstandsvorsitzender des Arbeitskreises Europäische Integration e. V., anschließend über 10 Jahre dessen Präsident und ist mittlerweile Ehrenpräsident dieser europawissenschaftlichen Forschervereinigung. Das Europäische Zentrum für Föderalismusforschung (EZFF), ein interdisziplinärer Forschungsverbund an der Universität Tübingen zu einem seiner Schwerpunktthemen, dem Föderalismus, hat er maßgeblich mitbegründet und viele Jahre geleitet. Von 1998 bis 2000 war Hrbek zudem gewählter Präsident von ECSA World.
Im Rahmen eines Akademischen Festakts anlässlich seines 85. Geburtstags und des 25. Jubiläums des EZFF in Tübingen im Dezember 2023 wurde ihm eine - zweite, nach der zu seinem 65. Geburtstag - Festschrift mit dem Titel Die Europäische Union als Prozess überreicht.

## Ehrungen
- 1996: Verdienstkreuz am Bande des Verdienstordens der Bundesrepublik Deutschland
- 2006: Verdienstkreuz 1. Klasse des Verdienstordens der Bundesrepublik Deutschland

## Schriften (Auswahl)
- mit Wilfried Keutsch: Gesellschaft und Staat in Großbritannien. Eine politische Landeskunde. Niemeyer, Tübingen 1971, ISBN 3-484-40031-5
- Die SPD – Deutschland und Europa. Die Haltung der Sozialdemokratie zum Verhältnis von Deutschland-Politik und West-Integration (1945–1957), 1972 (zugl. Diss. Univ. Tübingen 1968)
- mit Sabine Weyand: Betrifft: das Europa der Regionen. Fakten, Probleme, Perspektiven. Beck, München 1994, (= Beck’sche Reihe, Band 1085), ISBN 3-406-37475-1
- Der Vertrag von Maastricht und das Demokratiedefizit der Europäischen Union. Auf dem Weg zu stärkerer demokratischer Legitimation?. In: Albrecht Randelzhofer u. a. (Hrsg.): Gedächtnisschrift für Eberhard Grabitz, 1995, ISBN 3-406-38520-6, S. 170–193.
- (als Herausgeber mit Volker Schwarz): 40 Jahre Römische Verträge. Der deutsche Beitrag. Dokumentation der Konferenz anläßlich des 90. Geburtstages von Dr. h.c. Hans von der Groeben. Nomos, Baden-Baden 1998, ISBN 3-7890-5435-6
- (als Herausgeber): European Parliament elections 2004 in the ten new EU member states : towards the future European party system, 2005, ISBN 3-8329-1446-3
- (als Herausgeber mit Martin Große Hüttmann): Föderalismus - das Problem oder die Lösung? Sammelband zur Ringvorlesung anlässlich des 20-jährigen Bestehens des EZFF (= Schriftenreihe des Europäischen Zentrums für Föderalismus-Forschung EZFF, Bd. 46). Nomos, Baden-Baden 2016, ISBN 978-3-8487-2441-3.
- (als Herausgeber mit Martin Große Hüttmann): Renaissance des Föderalismus? Zur Diskussion über die Weiterentwicklung der EU (= Schriftenreihe des Arbeitskreises Europäische Integration e. V., Bd. 89). Nomos, Baden-Baden 2016, ISBN 978-3-8487-2459-8.
- (als Herausgeber mit Martin Große Hüttmann): Hoffnung Europa – Die EU als Raum und Ziel von Migration (= Schriftenreihe des Arbeitskreises Europäische Integration e. V., Band 96). Nomos, Baden-Baden 2017, ISBN 3-8487-3729-9
- (als Herausgeber mit Martin Große Hüttmann und Carmen Thamm): Autonomieforderungen und Sezessionsbestrebungen in Europa und der Welt. Beweggründe - Entwicklungen - Perspektiven (= Schriftenreihe des Europäischen Zentrums für Föderalismus-Forschung EZFF, Bd. 50). Nomos, Baden-Baden 2020, ISBN 978-3-8487-6528-7.

Festschriften
- Martin Große Hüttmann/Christine Probst-Dobler (Hrsg.): Europäische Union als Prozess. Festschrift für Rudolf Hrbek (= Schriftenreihe des Europäischen Zentrums für Föderalismus-Forschung EZFF, Bd. 53). Nomos, Baden-Baden 2023, ISBN 978-3-7560-1247-3.
- Matthias Chardon u. a. (Hrsg.): Regieren unter neuen Herausforderungen. Deutschland und Europa im 21. Jahrhundert. Festschrift für Rudolf Hrbek zum 65. Geburtstag. Nomos, Baden-Baden 2003, ISBN 3-8329-0402-6.